# Torre del Papito
La Torre del Papito est une tour d'origine médiévale de Rome .

## Description historique
La tour se trouve au centre du Largo di Torre Argentina, à côté des vestiges de la maison médiévale démolie "dei Boccamazzi".
L'origine du nom de la tour est incertaine: une hypothèse envisage le surnom de l'un des propriétaires, l'Antipape Anaclet II de la famille Pierleoni, connu pour son surnom de petite taille, alors qu'une autre hypothèse relie le nom avec celui des propriétaires suivants, la famille Papareschi.
La tour ne peut être visitée à l'intérieur.

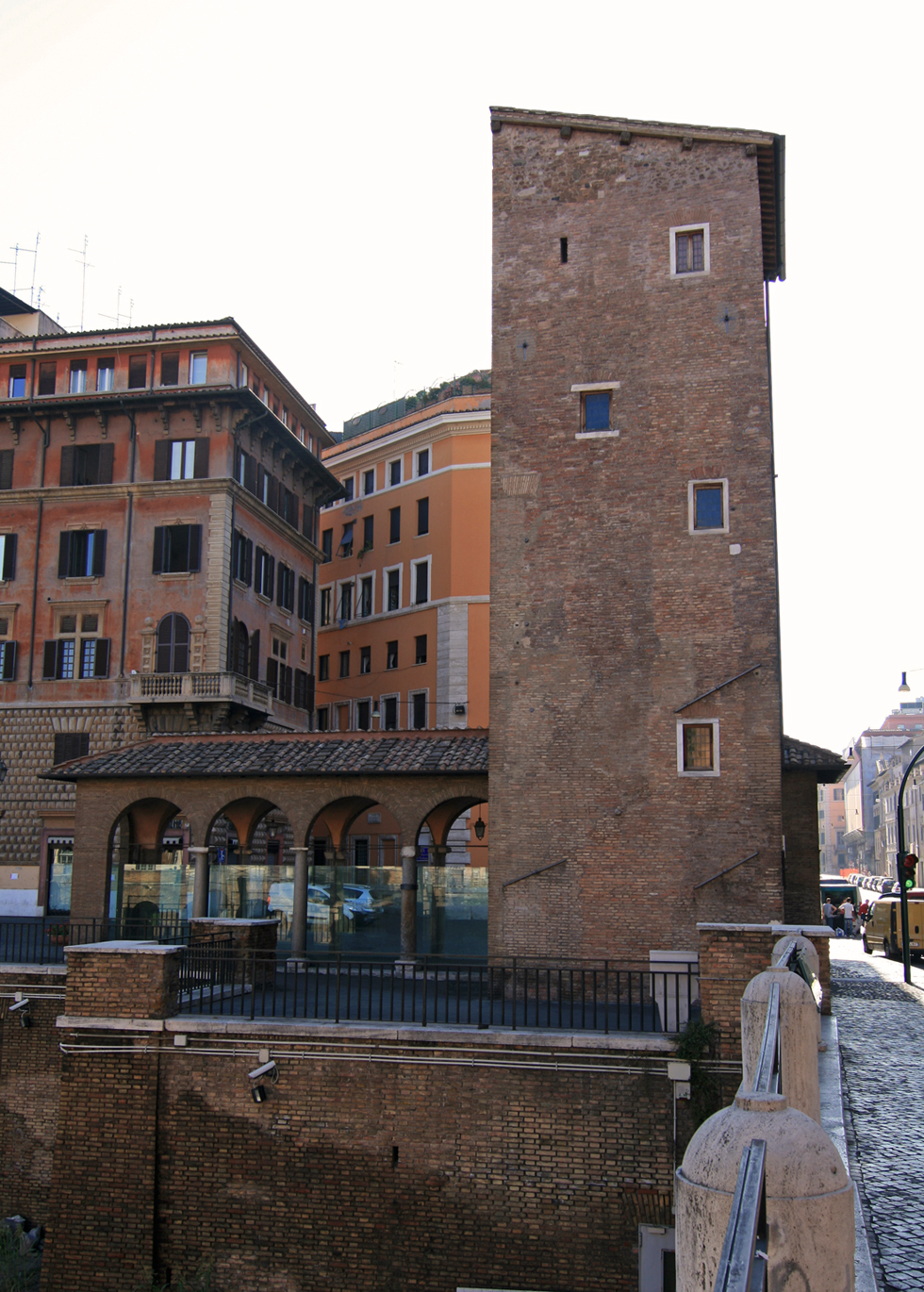
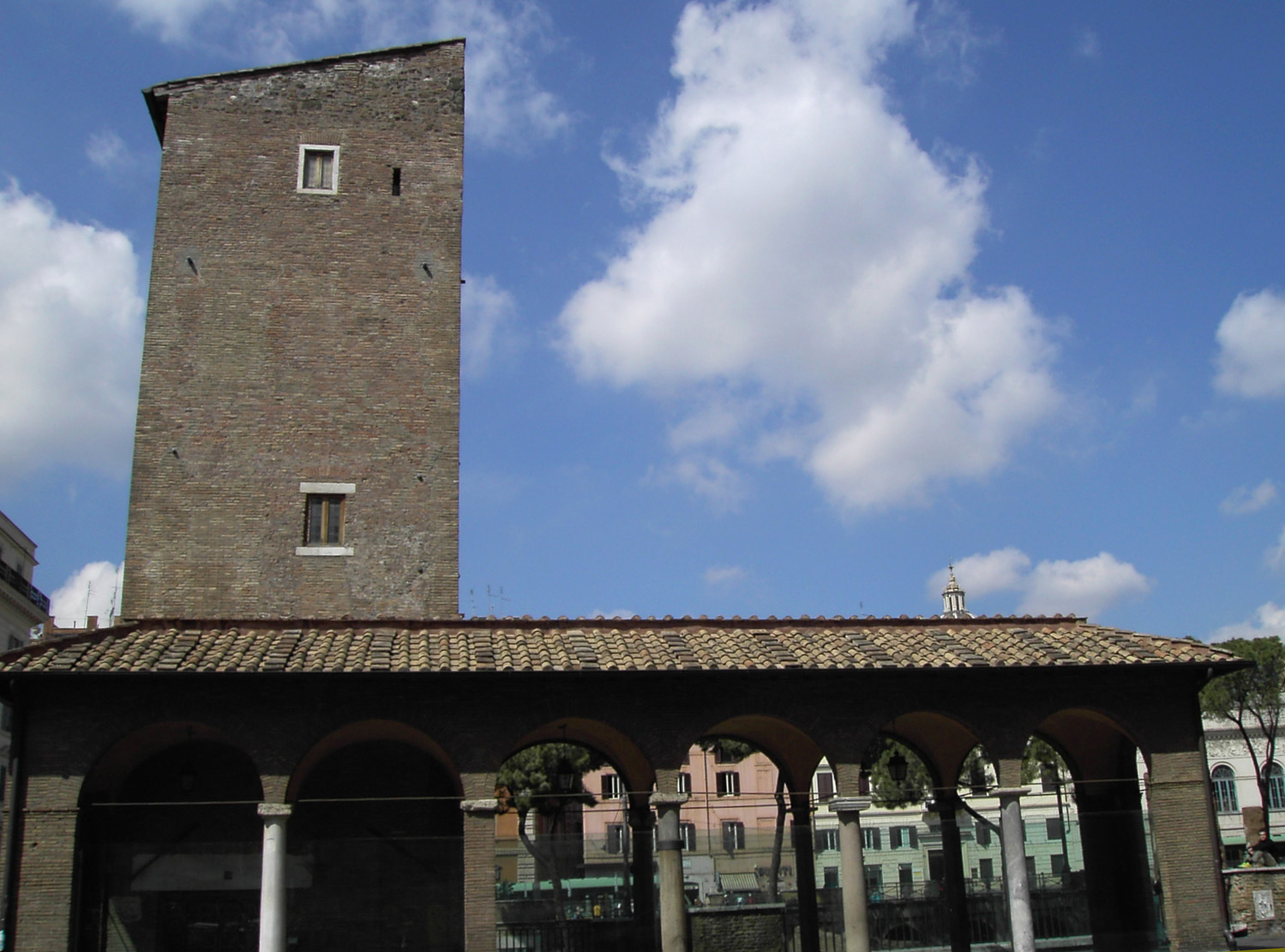
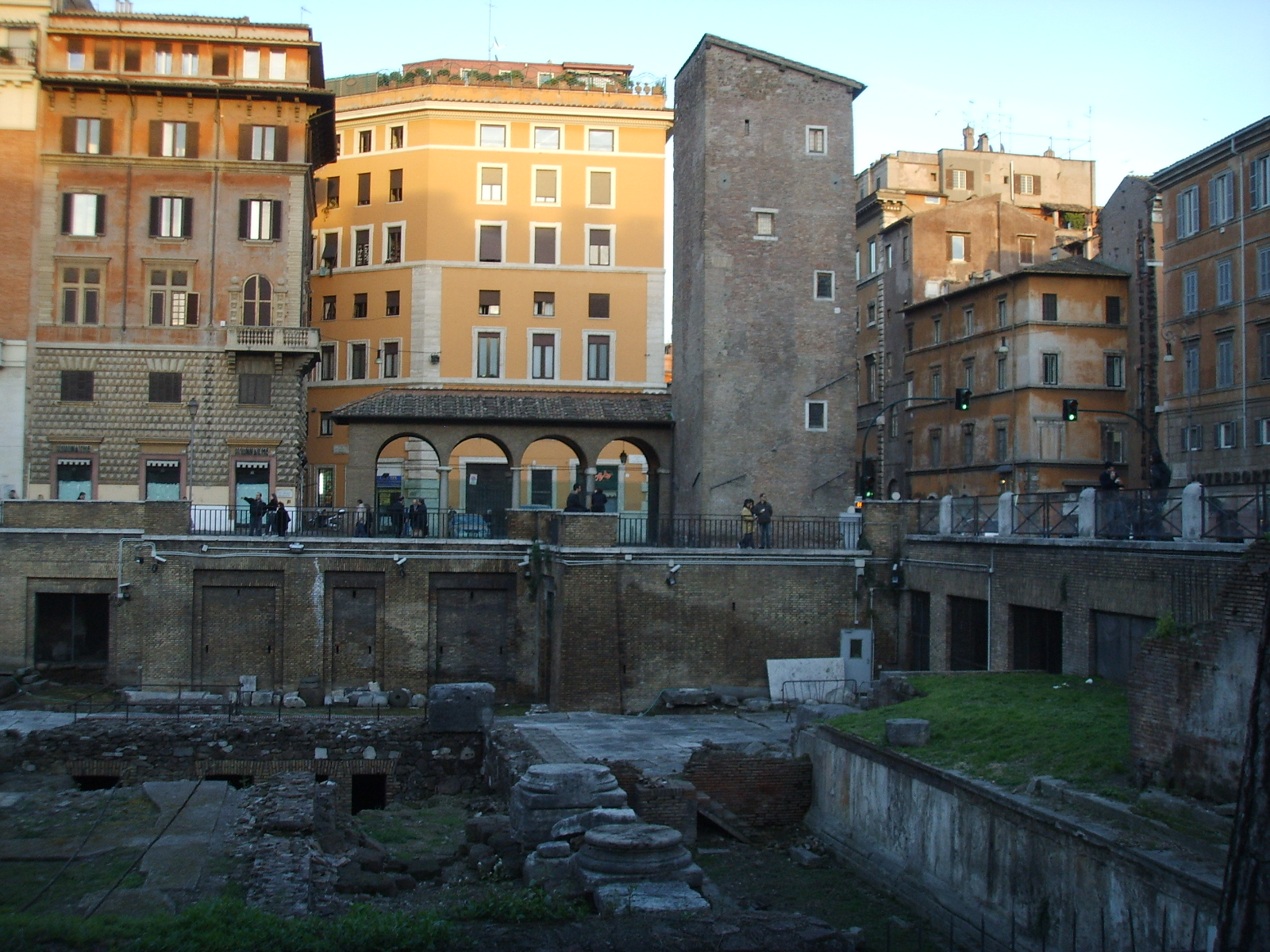